# ダド・マリノ 対 白井義男戦
ダド・マリノ 対 白井義男戦（ダドマリノ たい しらいよしおせん）は、1952年5月19日に日本の後楽園球場で行われたプロボクシング世界フライ級タイトルマッチである。挑戦者の白井義男（日本）が、チャンピオンのダド・マリノ（米国）を破り、史上初の日本人世界王者となった歴史的な試合である。マリノと白井は計4度対戦しており、その3戦目にあたる。ファイトマネーはマリノが2万5000ドル（闇ドルレートはおよそ400円）、白井は40万円だった。
2010年、日本プロボクシング協会によって、5月19日が「ボクシングの日」に制定された。2012年には、60周年を記念して、2003年に亡くなった白井と、マリノのトレーナーだったスタンレー・イトウ（当時88歳）に特別賞が授与された。

## 作品
- 坂口安吾『世紀の死闘--白井・マリノ決戦記』オール讀物7巻8号 1952年8月